# Дружба (дворец спорта, Донецк)
Дворец спорта «Дружба» (укр. Палац спорту “Дружба”) — спортивно-концертный комплекс Донецка (Украина). Вместимость — 4130 зрителей. До 2014 года — домашняя арена хоккейного клуба «Донбасс» и баскетбольного клуба «Донецк».

## История
«Дружба» является одним из важнейших спортивных сооружений города, его первоочередная задача — развитие хоккея в регионе. После открытия Дворца спорта на его базе в течение 16 лет действовала детская хоккейная школа облсовпрофа по хоккею. В секции занималось более пятисот детей.
Ледовый дворец спорта «Дружба», рассчитанный на 3500 зрителей, был построен в 1975 году по типовому проекту 1956 года. В рамках этого события спорта, был организован хоккейный матч между командами из Москвы — «Крылья Советов» и «Динамо». А в следующем году Дворец был сдан в эксплуатацию. В нём были установлены новые холодильные установки. В эти годы стены дворца не раз принимали соревнования высокого уровня. 1978-й год ознаменовался решением провести на льду донецкого дворца спорта «Дружба» Чемпионат СССР среди юношеских команд. Участие в турнире приняли хоккеисты московских коллективов ЦСКА, «Спартака», киевского «Сокола», ленинградского СКА, челябинского «Трактора», и малоизвестный тогда «Ермак» из города Ангарска, в составе которого блистали будущие звёзды советского хоккея Земченко, Овчинников и Земко. Именно тогда на их игру обратили внимание «агенты» киевского «Сокола», и именно донецкий лед дал этой тройке путевку в большой хоккей. В 1981 году — международный турнир на призы газеты «Советский спорт» с участием клубов высшей и первой лиг («Сокол» Киев, «Салават Юлаев» Уфа, «Торпедо» Горький, «Кристалл» Саратов, СК им. Урицкого Казань), «Ильвес» (Тампере, и национальной сборной Румынии. В 1985 году — международный молодёжный турнир по хоккею среди социалистических стран. В сезоне 1989—90 годов юным хоккеистам из Донецка предстояла напряжённая борьба в чемпионате Украины. В противостоянии с ровесниками из киевских «Сокола», «Льдинки», «Красного экскаватора», а также сверстниками из Харькова, Запорожья и Днепродзержинска, донеччане стали первыми. 1990 год запомнился ещё и тем, что в этом году в Донецке была создана первая профессиональная команда по хоккею с шайбой «Кооператор», которая выступала в чемпионате Советского Союза среди спортклубов, боровшиеся за право выхода во вторую лигу класса «А». Донецкий коллектив, в составе которого играли Д.Гордюшин, М.Григорюк, Ю.Хардиков, В.Кутовой, Г.Кравченко оказали серьёзное сопротивление командам из Москвы («Рубин», «Алиса»), Брянска («Волна»), Рыбинска («Сатурн»), Загорска («Луч»), города Александров («Рекорд») и города Углич («Чайка»).
Холодильные установки проработали без капитального ремонта до начала 90-х годов. До тех пор тут не было проведено ни одного серьёзного ремонта. Дворцу все сложнее было удовлетворять требованиям, предъявляемым к нему проводимыми тут соревнованиями. В конце концов, холодильные установки вышли из строя, и в 1992 году Дворец закрыли. С 1990 года в стенах дворца проводится международный легкоатлетический турнир «Звезды шеста». Также «Дружба» служила домашней ареной для баскетбольных, волейбольных и гандбольных команд Донецка. С 2006 года здесь проводит свои матчи БК «Донецк».
Новую жизнь Ледовому дворцу подарила реконструкция 2009 года. В ходе реконструкции был обновлен фасад здания, было заменено холодильное оборудование, появилось современное электронное табло (куб), установлены новые пластиковые борта и система кондиционирования, построены дополнительно четыре раздевалки, судейские и медицинские кабинеты. С 27 марта по 2 апреля 2011 года в «Дружбе» прошел чемпионат мира среди юниоров в одном из «младших» дивизионов (2011IIHF WU18 IIB). 8 апреля 2011 года на льду арены «Дружба» состоялся исторический поединок, в котором донецкий ХК «Донбасс» во второй раз одолел 12-кратного чемпиона страны — киевский «Сокол» и впервые в своей истории стал чемпионом Украины. После этой победы арена «Дружба» стала для «Донбасса» домашней площадкой. Летом 2011 хоккейный клуб «Донбасс» провел ещё один этап реконструкции арены «Дружба». Вместимость трибун была увеличена с 3,5 до 4,1 тысячи мест. Все кресла на арене были заменены на новые, более удобные для зрителей. Добавлены камеры в фойе и внутри самой арены, установлены металлоискатели на входе. Подвергся модернизации зал для пресс-конференций. Появилась сеть фаст-фудов. Фойе было оформлено в клубных цветах. Доминирующим цветом стал красный со вставками белого и чёрного. Были открыты новые билетные кассы и фан-магазин. После окончания последней реконструкции арена «Дружба» стала полностью соответствовать требованиям Международной федерации хоккея и требованиям регламента ВХЛ. В сезоне 2011/2012 ХК «Донбасс» дебютирует в чемпионате Высшей хоккейной лиги. С 1 по 3 сентября арена «Дружба» стала местом проведения международного турнира «Donbass Open Cup — Открытый Кубок Донбасса» с участием трех клубов из Континентальной хоккейной лиги — «Динамо» Минск, «Динамо» Рига, СКА Санкт-Петербург и донецкого «Донбасса». Турнир, победителями которого стали армейцы из Санкт-Петербурга, получил высокие оценки со стороны участников, гостей и зрителей.

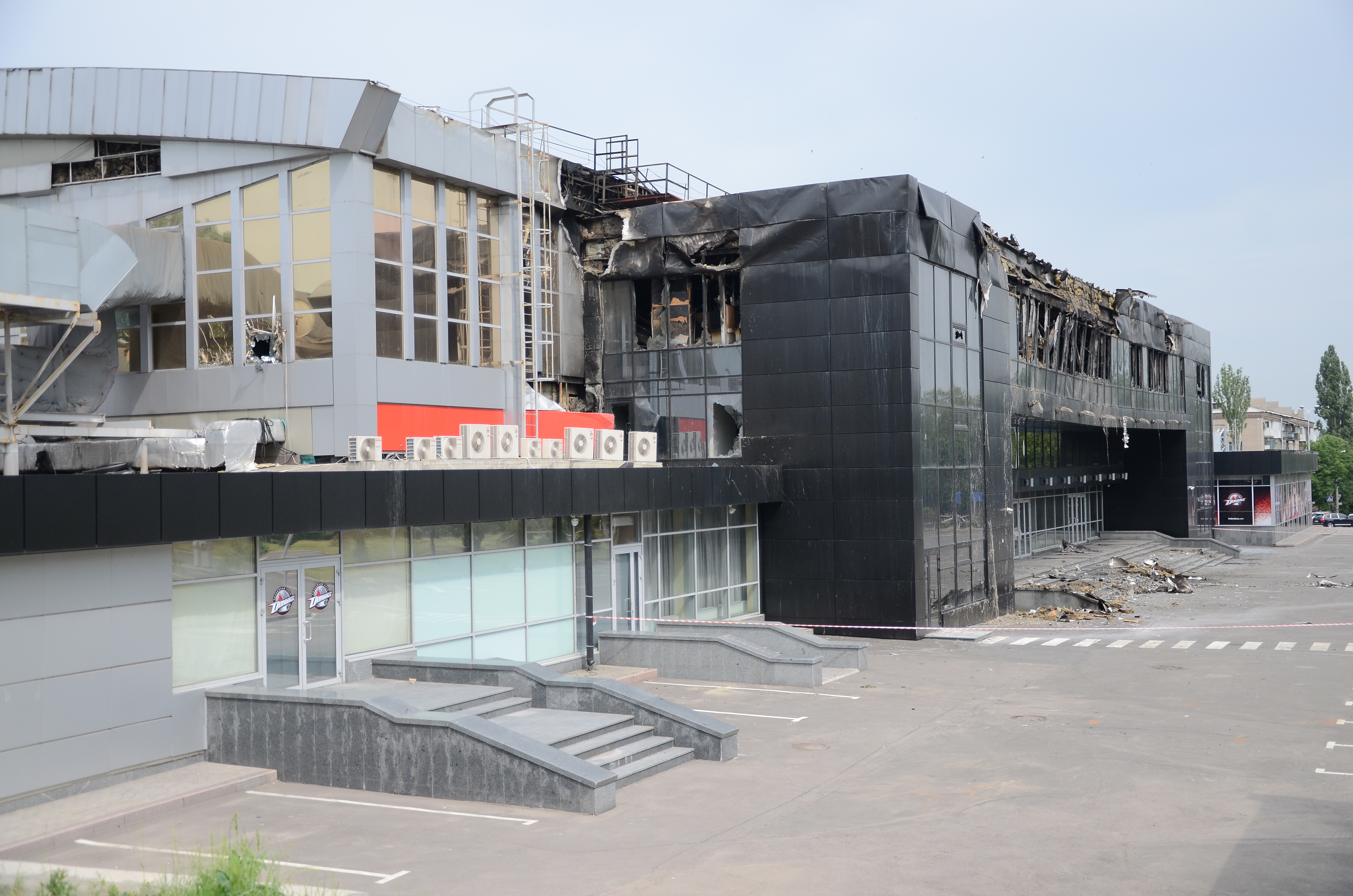
Дворец спорта после пожара.

Последний матч на арене ХК «Донбасс» сыграл 13 марта 2014 года в плей-офф Кубка Гагарина против рижского «Динамо» (1:2). Уже 17 марта «Донбасс» принимал «Динамо» в последнем матче серии на «Словнафт Арене» в Братиславе. Там же «Донбасс» играл и все три домашних матча серии второго раунда плей-офф против пражского «Льва».
В ночь с 26 на 27 мая 2014 года дворец подвергся нападению боевиков, в результате чего ДС был разграблен и подожжён, охрана была оглушена и связана, однако обошлось без жертв. Здание получило значительные повреждения. Президент ХК «Донбасс» Борис Колесников в обращении от 27 мая обвинил в произошедшем «представителей так называемой Донецкой народной республики» и отметил: «У клуба есть все силы и возможности для того, чтобы в течение девяноста дней, работая круглосуточно, восстановить Арену. Юные хоккеисты и фигуристы смогут приступить к занятиям 1 сентября. В техническом плане Арена будет полностью восстановлена к началу чемпионата КХЛ».

## Инфраструктура
- Хоккейная площадка 60×30 м
- Вместимость — 4 130 зрителей
- Медиакуб
- Сеть фаст-фудов
- Фан-магазин